# (3237) Victorplatt
(3237) Victorplatt es un asteroide perteneciente al cinturón de asteroides, descubierto el 25 de septiembre de 1984 por Jane Platt desde el Observatorio del Monte Palomar, Estados Unidos.

## Designación y nombre
Designado provisionalmente como 1984 SA5. Fue nombrado Victorplatt en homenaje a "Victor Platt" padre de la descubridora.